# Donato Anzani
Donato Anzani (Ariano, 20 aprile 1658 – Marsico Nuovo, 9 luglio 1732) è stato un vescovo cattolico italiano.

## Biografia
Figura illustre della nobile famiglia Anzani, fu zio paterno di Giovanni Angelo Anzani e vescovo di Marsico Nuovo dal 1710 al 1732. Nella relazione ad limina del 7 settembre 1748, Giovanni Angelo Anzani lo ricorda così: «Fui infatti educato da Donato Anzani zio paterno, che dopo essere stato per venticinque anni vicario generale e aver servito la chiesa a Potenza, Troia, Ariano, Trani, Mileto, Bari e Casale e dopo essere stato per ventidue anni vescovo della Chiesa Marsica morì qui nel 1732».
È ricordato anche dall'abate e storico Francesco Antonio Vitale che, dopo aver richiamato i suoi studi di teologia e giurisprudenza, ne elenca le cariche ecclesiastiche ricoperte: prima canonico e poi arcidiacono della cattedrale di Ariano, in seguito esercitò il vicariato generale nelle diocesi di Ariano, Potenza, Lanciano, Trani, Bari, Troia, Mileto e, nel 1708, a Casale Monferrato finché non venne nominato vescovo di Marsico Nuovo da papa Clemente XI nel maggio 1710.

## Episcopato
L'episcopato del vescovo Anzani, che fin da giovane aveva studiato e apprezzato le tesi della corrente giuridica del cosiddetto anticurialismo tanto da meritarsi non solo la qualifica di teologo e "legista", ma anche la nomea di filosofo, coincise quasi interamente con la dominazione austriaca nel vicereame di Napoli e il relativo clima favorevole al riformismo e all'Illuminismo. In tale ottica il nuovo vescovo svolse il proprio servizio pastorale con grande zelo «per la salvezza delle anime, per il culto delle Chiese, e per la morigeratezza del Clero», parole abbastanza vaghe e generiche che adombrano in realtà un atteggiamento di netta intransigenza da parte dell'Anzani nei confronti di diverse forme di ozio e lassismo, di privilegio e abusi, ampiamente diffuse fra il clero locale, con il quale non a caso sorsero varie e aspre contese. A partire dalla "visita" alla curia vescovile con cui iniziò il suo ministero e nella quale ordinò venisse affissa e osservata la cosiddetta "tabella innocenziana" relativa agli obblighi di messe, anniversari e legati pii; seguirono poi la visita pastorale alle parrocchie della diocesi (1711) e la rivendicazione dei beni ecclesiastici di cui fino allora molti s'erano indebitamente appropriati (come nel caso del seminario); ma l'esempio più clamoroso di tale dissidio fu l'impossibilità del vescovo a tenere il sinodo diocesano perché costretto a fuggire: infatti «in certe zone della Lucania si sparava contro il vescovo che veniva per fare il sinodo», in quanto i sinodi non erano «cosa gradita al clero ed anche alle popolazioni locali», soprattutto alle ricche famiglie gentilizie che in essi vedevano il rafforzamento dell'autorità vescovile contro quella del clero locale e quindi contro la propria stessa autorità.
Non mancarono perciò scontri fra il nuovo presule e tali famiglie aristocratiche, come nel caso del principe di Marsico Nuovo Giambattista Pignatelli per una questione di immunità ecclesiastica. Nondimeno, nel prosieguo della sua missione, clero e popolazione divennero più rispettosi delle sue direttive e anche i rapporti con l'aristocrazia andarono migliorando (come nel 1730, per la traslazione della reliquia del Sangue di Cristo dal castello del conte Luigi Sanseverino alla chiesa madre di Saponara di Grumento) tanto che, spentosi nel luglio 1732, Donato Anzani venne «onorevolmente sepolto» nella cattedrale di Marsico Nuovo. Vescovo indubbiamente rigorista, l'Anzani fu uomo «di grande pietà e di ferma dottrina» e, con la sua efficace azione pastorale, tentò «di rompere il blocco della magia, della prepotenza baronale e dell'ignoranza clericale che aveva immobilizzato in una struttura economica e sociale a caste la vita del popolo del Mezzogiorno».

## Onorificenze
Il comune di Ariano Irpino ha intitolato al vescovo Donato Anzani la via del centro storico dove è ubicato l'antico palazzo Anzani, già dimora della nobile famiglia e oggi adibito a museo archeologico e antiquarium.